# کوپیدو
کوپیدو، کوپید یا کوپیدون (به لاتین: cupido) در اساطیر رومی همان خدای عشق بود که به صورت کودکی برهنه مجسم می‌شد. کوپیدو صورت لاتینی این واژه است که به معنای میل یا خواهش و آرزوست. کوپیدو در واقع خدای عشق و زیبایی بود. او همچنین یک نام لاتین دیگر دارد و آن آمور است. کوپیدو پسر ایزدبانو ونوس (آفرودیت) و ایزد مارس است.
در فرهنگ عامه، کوپیدو یا همان خدای عشق، به صورت کودکی برهنه مجسم شده که در حال تیراندازی با کمان خود است. این خدا الهام‌بخش عشق رمانتیک بوده و اغلب به عنوان نماد روز ولنتاین شناخته شده‌است. کوپیدو در فرهنگ کنونی نیز به طور کلی نمادِ عشق و معاشقه است.